# 5369 Virgiugum
5369 Virgiugum è un asteroide della fascia principale. Scoperto nel 1985, presenta un'orbita caratterizzata da un semiasse maggiore pari a 2,2578011 UA e da un'eccentricità di 0,2285307, inclinata di 4,52756° rispetto all'eclittica.